# 1933 au Nouveau-Brunswick
Chronologie du Nouveau-Brunswick
- 1929
- 1930
- 1931
- 1932
- 1933
- 1934
- 1935
- 1936
- 1937

Cette page concerne des événements d'actualité qui se sont produits durant l'année 1933 dans la province canadienne du Nouveau-Brunswick.

## Événements
- La 1re commanderie acadienne de l'Ordre de Jacques-Cartier est fondée à Campbellton.
- 1er juin : Leonard Percy de Wolfe Tilley devient premier ministre du Nouveau-Brunswick
- 23 octobre : le libéral Joseph-Enoïl Michaud remporte l'élection partielle fédérale de Restigouche—Madawaska à la suite de la mort de Maxime Cormier.

## Naissances
- 22 octobre : Marilyn Trenholme Counsell, lieutenante-gouverneure du Nouveau-Brunswick.

## Décès
- 11 janvier : John Waterhouse Daniel, député, sénateur et maire de Saint-Jean.
- 14 janvier : Maxime Cormier, député.
- 2 juillet : Alexander Rogers, député.
- 25 septembre : Pascal Poirier, sénateur.
- 25 octobre : William John Bowser, premier ministre de Colombie-Britannique.